# Stictopatella euonymi
Stictopatella euonymi är en svampart som först beskrevs av Jean Baptiste Desmazières, och fick sitt nu gällande namn av Franz Xaver von Höhnel 1918. Stictopatella euonymi ingår i släktet Stictopatella, divisionen sporsäcksvampar och riket svampar.   Inga underarter finns listade i Catalogue of Life.